# Deonna Purrazzo
Deonna Purrazzo (Livingston, 10 giugno 1994) è una wrestler statunitense sotto contratto con All Elite Wrestling.

## Storia

### WWE (2015–2016)
Debuttò a NXT, nell'episodio dell'11 novembre 2015, dove venne sconfitta da Nia Jax. Il 14 gennaio 2016 prese parte a una Women's Battle Royal per decretare la sfidante all'NXT Women's Championship detenuto da Bayley, ma venne eliminata da Alexa Bliss. Dopo qualche mese, lasciò la WWE.

### Impact Wrestling (2016–2018)
Deonna Purrazzo fa ritorno l'8 gennaio 2016 al One Night Only: Live PPV partecipando al Battle Royal Gauntlet match per la possibilità di diventare la prima sfidante al Knockouts Championship, organizzato da Gail Kim, ma venne eliminata da Awesome Kong. Fece un'altra apparizione, il 17 marzo al Knockouts Knockdown IV, dove fu sconfitta da Madison Rayne. Nella puntata di Impact del 19 gennaio 2017, la Purrazzo affrontò Brooke uscendone sconfitta. A Xplosion del 10 febbraio, Deonna perse contro Laurel Van Ness.

### Ritorno in WWE (2018–2020)
Il 31 maggio 2018 viene annunciata la firma di Deonna Durazzo con la WWE. Deonna combatté il suo primo match durante un NXT Live Event, dove fu sconfitta da Bianca Belair. Il 22 agosto fa la sua prima apparizione televisiva venendo sconfitta nuovamente dalla Belair, stabilendosi come face. Prende parte al Mae Young Classic, dove elimina Priscilla Kelly Xia Li, per essere poi eliminata da Io Shirai nei quarti di finale il 17 ottobre. Nella puntata del 19 settembre fece coppia con Dakota Kai ma vennero sconfitte da Lacey Evans e Aliyah. Nella puntata di NXT UK del 26 dicembre, la Purazzo fece la sua prima apparizione nel territorio di sviluppo inglese dove affrontò la campionessa Rhea Ripley per l'NXT UK Women's Championship, ma fu sconfitta; a fine match, mentre stava per subire un attacco dalla campionessa, fu soccorsa da Toni Storm, venendo sconfitta la settimana successiva.
Fece il suo ritorno in uno show principale televisivo nella puntata di Raw del 16 dicembre, dove venne sconfitta da Asuka dopo averla colpita con un calcio prima dell'inizio del match, stabilendosi come heel. Nella puntata di NXT del 15 gennaio 2020, Deonna fece la sua ricomparsa nel roster giallo dopo oltre un anno prendendo parte ad una Women's Battle Royal Match per decretare la prima sfidante all'NXT Women's Championship detenuto da Rhea Ripley in quel di NXT TakeOver: Portland, dove fu eliminata da Shotzi Blackheart, cacciandola poi fuori dal ring rifilandole un calcio. La settimana dopo, Deonna venne sconfitta da Shotzi. Il 1º aprile, Deonna prese parte a un Gauntlet match per determinare l'ultima partecipante al Ladder match la cui vincitrice sarebbe diventata la prima sfidante all'NXT Women's Championship, ma fu eliminata per prima da Shotzi Blackheart. A Raw del 6 aprile Deonna fu sconfitta dalla rientrante Nia Jax.
Il 15 aprile viene licenziata.

### Ritorno a Impact (2020–2023)
Dopo aver lasciato la WWE, il produttore di Impact Madison Rayne la contattò e un mese dopo la Purrazzo apparve il 26 maggio 2020 a Impact in un promo dove si presentò come "The Virtuosa", una wrestler in possesso di grandi abilità tecniche ed esperienza. La Purrazzo esordì il 9 giugno a Impact Wrestling, attaccando la Knockouts Champion Jordynne Grace con una mossa di sottomissione e stabilendosi come personaggio heel. A Slammiversary, la Purrazzo sconfisse Grace conquistando la cintura. Il 24 agosto seguente, Deonna difese il titolo con successo a Emergence nel primo 30-minute Iron Man match della storia di Impact, vincendo per due schienamenti ad uno. Il 21 ottobre fu confermato che la Purrazzo aveva firmato un contratto a lungo termine con la Impact Wrestling. All'evento Bound for Glory perse il titolo in favore di Su Yung, dopo averlo detenuto per 98 giorni,  riuscì però a riconquistare la cintura nella rivincita svoltosi a Turning Point sconfiggendo la Yung in un "no disqualification match." Il 12 dicembre a Final Resolution difese il titolo contro Rosemary. Il 16 gennaio 2021 all'evento Hard to Kill, difese nuovamente con successo il titolo sconfiggendo Taya Valkyrie.

### All Elite Wrestling (2022; 2024–presente)
Il 1 aprile 2022, avrebbe dovuto mettere in palio il ROH Women's World Championship a Supercard of Honor XV, ma a causa di un match per il Multiverse of Matches al WrestleCon, che si è teneva la stessa notte del PPV della ROH, non ha potuto partecipare a quest'ultimo evento. Mercedes Martinez sarebbe quindi diventata campionessa ad interim sconfiggendo Willow Nightingale. Nel corso della puntata di Dynamite del 4 maggio 2022, Purrazzo e Martinez si affrontarono per l'unificazione del titolo, venendo sconfitta da quest'ultima, facendo diventare Mercedes Martinez, di fatto, la nuova campionessa ufficiale.
Lasciata Impact a fine 2023, debutta in via ufficiale nella All Elite Wrestling nella puntata di Dynamite del 3 gennaio, andando faccia a faccia con Mariah May, annunciando poi di aver ufficialmente firmato con la compagnia.

## Personaggio

### Mosse finali
- Fujiwara armbar
- Package piledriver

### Soprannomi
- "The Virtuosa"

## Titoli e riconoscimenti
- Dynamite Championship Wrestling
  - DCW Women's Championship (1)
- East Coast Wrestling Association
  - ECWA Women's Championship (1)
- Game Changer Wrestling
  - GCW Women's Championship (1)
- Impact Wrestling
  - Impact Knockouts Championship (3)
- Monster Factory Pro-Wrestling
  - MFPW Girls Championship (1)
- New York Wrestling Connection
  - NYWC Starlet Championship (1)
- Lucha Libre AAA Worldwide
  - Campeonato Reina de Reinas de AAA (1)
- Paradise Alley Pro Wrestling
  - Center Ring Divas Championship (1)
- Pro Wrestling Illustrated
  - 30ª tra le 100 migliori wrestler femminili nella PWI Women's 100 (2020)
- Ring Of Honor
  - ROH Women's World Championship (1)